# NGC 7255
NGC 7255 é uma galáxia espiral (S0-a) localizada na direcção da constelação de Aquarius. Possui uma declinação de -15° 32' 28" e uma ascensão recta de 22 horas, 23 minutos e 08,0 segundos.
A galáxia NGC 7255 foi descoberta em 1886 por Frank Leavenworth.